# Љубјетова
Љубјетова (слч. Ľubietová) насељено је мјесто са административним статусом сеоске општине (слч. obec) у округу Банска Бистрица, у Банскобистричком крају, Словачка Република.

## Становништво
| Година:    | 1994. | 2004.   | 2014.    | 2024.   |
| ---------- | ----- | ------- | -------- | ------- |
| Број људи: | 974   | 986     | 1171     | 1269    |
| Разлика:   |       | +1,23 % | +18,76 % | +8,36 % |

| Година:    | 2023. | 2024.   |
| ---------- | ----- | ------- |
| Број људи: | 1278  | 1269    |
| Разлика:   |       | -0,70 % |

Према подацима о броју становника из 2011. године насеље је имало 1.089 становника.